# Гольян Лаговского
Гольян Лаговского, или амурский гольян, или китайский гольян (лат. Rhynchocypris lagowskii) — вид лучепёрых пресноводных рыб семейства карповых. Достигает в длину 20 см. Вдоль тела тянется светлая полоска.
Широко распространен в бассейне Амура, верховьях Лены, в реках, текущих c восточного склона Сихотэ-Алиня, реках Кореи — Ялу, Ляохэ. Обитает в притоках Амура полугорного типа. Имеет в водоемах высокую численность. Им питаются хищные рыбы, однако в нерестовых реках он ухудшает условия питания молоди кеты, являясь ее конкурентом.
Характерен для нерестовых лососевых рек. Пищу гольяна составляют личинки насекомых, приуроченных к каменистым грунтам, и воздушные насекомые. Икра приклеивается к камням.